# Agonostomus catalai
Agonostomus catalai är en fiskart som beskrevs av Pellegrin 1932. Agonostomus catalai ingår i släktet Agonostomus och familjen multfiskar. Inga underarter finns listade i Catalogue of Life.